# Dolina Łachy
Dolina Łachy este o arie protejată (sit de importanță comunitară — SCI) din Polonia întinsă pe o suprafață de 958,51 ha, integral pe uscat.

## Localizare
Centrul sitului Dolina Łachy este situat la coordonatele 51°26′42″N 16°43′29″E / 51.445°N 16.7247°E.

## Înființare
Situl Dolina Łachy a fost declarat sit de importanță comunitară în aprilie 2004 pentru a proteja 14 specii de animale.

## Biodiversitate
Situată în ecoregiunea continentală, aria protejată conține 9 habitate naturale: Vegetație psamofilă uscată cu pășuni deschise de Corynephorus și Agrostis, Cursuri de apă de la nivel de câmpie la nivel montan, cu vegetație Ranunculion fluitantis și Callitricho-Batrachion, Pajiști uscate seminaturale și facies de acoperire cu tufișuri pe substraturi calcaroase (Festuco-Brometalia) (* situri importante pentru orhidee), Formațiuni ierboase bogate în specii de Nardus, dezvoltate pe substraturi silicioase în zone montane (și în zone submontane, în Europa continentală), Pajiști cu Molinia pe soluri calcaroase, turboase sau argilos-nămoloase (Molinion caeruleae), Fânețe de joasă altitudine (Alopecurus pratensis, Sanguisorba officinalis), Păduri de stejar și carpen Galio-Carpinetum, Păduri aluvionare cu Alnus glutinosa și Fraxinus excelsior (Alno-Padion, Alnion incanae, Salicion albae), Păduri mixte riverane de Quercus robur, Ulmus laevis și Ulmus minor, Fraxinus excelsior sau Fraxinus angustifolia, de-a lungul marilor râuri (Ulmenion minoris).
La baza desemnării sitului se află mai multe specii protejate:
- amfibieni (2): buhai de baltă cu burta roșie (Bombina bombina), triton cu creastă (Triturus cristatus)
- mamifere (5): liliac cârn (Barbastella barbastellus), castor (Castor fiber), vidră de râu (Lutra lutra), liliac comun (Myotis myotis), popândău (Spermophilus citellus)
- nevertebrate (5): croitorul mare al stejarului (Cerambyx cerdo), fluturele de noapte (Eriogaster catax), Osmoderma eremita, Phengaris nausithous, Phengaris teleius
- pești (2): zvârluga (Cobitis taenia), țipar (Misgurnus fossilis)